# Alumínio (kommun)
Alumínio är en kommun i Brasilien.   Den ligger i delstaten São Paulo, i den sydöstra delen av landet, 900 km söder om huvudstaden Brasília. Antalet invånare är 16 845.
Följande samhällen finns i Alumínio:
- Alumínio

I omgivningarna runt Alumínio växer i huvudsak städsegrön lövskog. Runt Alumínio är det ganska tätbefolkat, med 214 invånare per kvadratkilometer.